# Campionato mineiro 2024
Il campionato mineiro 2024 - Módulo I (ufficialmente Campeonato Mineiro Sicoob 2024 - Módulo I per ragioni di sponsorizzazione) è stata la 110ª edizione del campionato mineiro, disputata fra il 24 gennaio e il 7 aprile 2024.  Dodici squadre si affrontano dapprima in una prima fase, consistente in tre gironi da quattro squadre ciascuno con incontri di andata e ritorno. Le prime classificate di ciascun girone più la miglior seconda accederanno alla seconda fase che decreterà la vincitrice del campionato. Le successive quattro squadre con il miglior punteggio prenderanno parte al Troféu Inconfidência. Le tre squadre con meno punti disputeranno un triangolare con incontri di andata e ritorno per decretare le due retrocesse nel Módulo II. Le prime tre classificate potranno partecipare alla Série D 2025. I primi quattro posti garantiscono anche un posto nella Coppa del Brasile; nel caso lo stato di Minas Gerais avesse diritto a un quinto posto, questo verrà occupato dalla vincitrice del Troféu Inconfidência.

## Squadre partecipanti
| Squadra          | Allenatore         |
| ---------------- | ------------------ |
| América-MG       | Cauan de Almeida   |
| Athletic         | Rodrigo Santana    |
| Atlético Mineiro | Gabriel Milito     |
| Cruzeiro         | Nicolás Larcamón   |
| Democrata-GV     | Wladimir Araújo    |
| Ipatinga         | Fabiano Braz       |
| Itabirito        | Marcelo Caranhato  |
| Patrocinense     | Rogério Henrique   |
| Pouso Alegre     | Gustavo Brancão    |
| Tombense         | Raul Cabral        |
| Uberlândia       | Wellington Fajardo |
| Villa Nova       | Vinicius Munhoz    |

## Prima fase
| Gruppo A | Gruppo A | Gruppo A         | Gruppo A | Gruppo A | Gruppo A | Gruppo A | Gruppo A | Gruppo A | Gruppo A | Gruppo A |
|          | Pos.     | Squadra          | Pt       | G        | V        | N        | P        | GF       | GS       | DR       |
| -------- | -------- | ---------------- | -------- | -------- | -------- | -------- | -------- | -------- | -------- | -------- |
|          | 1        | Cruzeiro         | 19       | 8        | 6        | 1        | 1        | 15       | 5        | +10      |
|          | 2        | Tombense         | 15       | 8        | 4        | 3        | 1        | 15       | 7        | +8       |
|          | 3        | Itabirito        | 8        | 8        | 2        | 2        | 4        | 8        | 12       | −4       |
|          | 4        | Ipatinga         | 7        | 8        | 2        | 1        | 5        | 9        | 17       | −8       |
| Gruppo B |          |                  |          |          |          |          |          |          |          |          |
|          | Pos.     | Squadra          | Pt       | G        | V        | N        | P        | GF       | GS       | DR       |
|          | 1        | Atlético Mineiro | 14       | 8        | 4        | 2        | 2        | 14       | 6        | +8       |
|          | 2        | Pouso Alegre     | 9        | 8        | 3        | 0        | 5        | 6        | 15       | −9       |
|          | 3        | Uberlândia       | 8        | 8        | 2        | 2        | 4        | 7        | 11       | −4       |
|          | 4        | Villa Nova       | 8        | 8        | 2        | 2        | 4        | 9        | 14       | −5       |
| Gruppo C |          |                  |          |          |          |          |          |          |          |          |
|          | Pos.     | Squadra          | Pt       | G        | V        | N        | P        | GF       | GS       | DR       |
|          | 1        | América-MG       | 18       | 8        | 5        | 3        | 0        | 18       | 2        | +16      |
|          | 2        | Athletic         | 13       | 8        | 4        | 1        | 3        | 14       | 10       | +4       |
|          | 3        | Patrocinense     | 8        | 8        | 2        | 2        | 4        | 7        | 14       | −7       |
|          | 4        | Democrata-GV     | 7        | 8        | 2        | 1        | 5        | 7        | 16       | −9       |

Legenda:
     Ammessa alla Fase Finale
     Ammessa al Troféu Inconfidência
     Ammessa al Triangular do Rebaixamento
Note:
Tre punti a vittoria, uno a pareggio, zero a sconfitta.
|                  | AME | ATH | CAM | CRU | DGV | IPA | ITA | PAT | POU | TOM | UEC | VIL |
| ---------------- | --- | --- | --- | --- | --- | --- | --- | --- | --- | --- | --- | --- |
| América Mineiro  | —   | –   | –   | –   | –   | –   | –   | –   | 6–0 | –   | 2–0 | 0–0 |
| Athletic         | –   | —   | 0–2 | –   | –   | 2–1 | 2–1 | –   | 4–1 | –   | –   | –   |
| Atlético Mineiro | 1–1 | –   | —   | 0–2 | 4–0 | 3–0 | –   | –   | –   | 1–1 | –   | –   |
| Cruzeiro         | 0–2 | 1–1 | –   | —   | –   | –   | –   | 3–0 | –   | –   | 2–0 | –   |
| Democrata GV     | –   | –   | –   | 1–3 | —   | –   | 1–3 | –   | –   | 2–2 | –   | 2–1 |
| Ipatinga         | 1–6 | –   | –   | –   | 2–0 | —   | –   | –   | 1–0 | –   | 0–1 | –   |
| Itabirito        | 0–0 | –   | 0–2 | –   | –   | –   | —   | 2–2 | –   | –   | –   | 0–2 |
| Patrocinense     | –   | –   | 2–1 | –   | –   | 2–1 | –   | —   | 0–1 | –   | –   | 0–1 |
| Pouso Alegre     | –   | 1–4 | –   | 0–2 | 1–0 | –   | 2–0 | –   | —   | 1–2 | –   | –   |
| Tombense         | 0–1 | 1–0 | –   | –   | –   | –   | –   | 4–0 | –   | —   | 2–2 | –   |
| Uberlândia       | –   | 2–1 | –   | –   | 0–1 | –   | 1–2 | 1–1 | –   | –   | —   | –   |
| Villa Nova       | –   | –   | –   | 1–2 | –   | 3–3 | –   | –   | –   | 0–3 | –   | —   |

## Triangular do Rebaixamento
|  | Pos. | Squadra      | Pt | G | V | N | P | GF | GS | DR |
|  | ---- | ------------ | -- | - | - | - | - | -- | -- | -- |
|  | 1    | Democrata-GV | -  | - | - | - | - | -  | -  | -  |
|  | 2    | Ipatinga     | -  | - | - | - | - | -  | -  | -  |
|  | 3    | Patrocinense | -  | - | - | - | - | -  | -  | -  |

Legenda:
     Retrocesse in Módulo II 2025
Note:
Tre punti a vittoria, uno a pareggio, zero a sconfitta.

## Troféu Inconfidência
|  | Semifinali   | Semifinali   | Semifinali | Semifinali | Semifinali |  |  | Finale       | Finale       | Finale | Finale | Finale |  |
|  |              |              |            |            |            |  |  |              |              |        |        |        |  |
|  | Athletic     | Athletic     | 2          | 0          | 2          |  |  |              |              |        |        |        |  |
|  | Uberlândia   | Uberlândia   | 2          | 0          | 2          |  |  | Athletic     | Athletic     | 3      | 3      | 6      |  |
|  | Pouso Alegre | Pouso Alegre | 1          | 5          | 6          |  |  | Pouso Alegre | Pouso Alegre | 1      | 0      | 1      |  |
|  | Itabirito    | Itabirito    | 4          | 1          | 5          |  |  |              |              |        |        |        |  |

## Fase Finale
|  | Semifinali       | Semifinali       | Semifinali | Semifinali | Semifinali |  |  | Finale           | Finale           | Finale | Finale | Finale |  |
|  |                  |                  |            |            |            |  |  |                  |                  |        |        |        |  |
|  | Cruzeiro         | Cruzeiro         | 0          | 3          | 3          |  |  |                  |                  |        |        |        |  |
|  | Tombense         | Tombense         | 0          | 1          | 1          |  |  | Cruzeiro         | Cruzeiro         | 2      | 1      | 3      |  |
|  | América-MG       | América-MG       | 0          | 2          | 2          |  |  | Atlético Mineiro | Atlético Mineiro | 2      | 3      | 5      |  |
|  | Atlético Mineiro | Atlético Mineiro | 2          | 1          | 3          |  |  |                  |                  |        |        |        |  |